# 赤翅沙雀
赤翅沙雀（学名：[Rhodopechys sanguinea] 错误：{{Lang}}：文本有斜体标记（帮助））为雀科沙雀属的鸟类。分布于天山西部、从塔什干经阿富汗、伊朗至叙利亚至中国的新疆等地，一般生活于高海拔山区的砾石堆处和岩石峭壁的灌木间及高山山顶和山麓的疏林中。该物种的模式产地在土耳其的埃尔佐鲁姆,Asmenia。

## 亚种
- 赤翅沙雀指名亚种（学名：[Rhodopechys sanguinea sanguinea] 错误：{{Lang}}：文本有斜体标记（帮助））。在中国大陆，分布于新疆等地。该物种的模式产地在土耳其的埃尔佐鲁姆Asmenia。[3]